# Szczoteczniczka
Szczoteczniczka (Lophuromys) – rodzaj ssaków z podrodziny sztywniaków (Deomyinae) w obrębie rodziny myszowatych (Muridae).

## Rozmieszczenie geograficzne
Rodzaj obejmuje gatunki występujące w Afryce.

## Morfologia
Długość ciała (bez ogona) 89–180 mm, długość ogona 24–133 mm, długość ucha 10–26 mm, długość tylnej stopy 13–27,5 mm; masa ciała 17–142 g.

## Systematyka
Rodzaj zdefiniował w 1866 roku niemiecki zoolog Wilhelm Peters w artykule zatytułowanym „Informacje o nowych lub niewystarczająco poznanych nietoperzach (Vampyrops, Uroderma, Chiroderma, Ametrida, Tylostoma, Vespertilio, Vesperugo) i gryzoniach (Tylomys, Lasiomys)”, opublikowanym w czasopiśmie „Monatsberichte der Königlichen Preussische Akademie des Wissenschaften zu Berlin”. Jednak nazwa – Lasiomys – którą nadał nowemu taksonowi, okazała się zajęta przez rodzaj ssaków z rodziny chomikowatych, dlatego w 1874 roku Peters nadał temu taksonowi nową nazwę Lophuromys. Gatunkiem typowym jest (oznaczenie monotypowe) szczoteczniczka rudobrzucha (L. sikapusi).

### Etymologia
- Lasiomys: gr. λασιος lasios ‘włochaty, kudłaty‘; μυς mus, μυος muos ‘mysz’[10].
- Lophuromys: gr. λοφος lophos ‘grzebień, pióropusz’; ουρα oura ‘ogon’; μυς mus, μυος muos ‘mysz’[11].
- Neanthomys: gr. νεανθης neanthēs ‘świeży’; μυς mus, μυος muos ‘mysz’[3]. Gatunek typowy (oryginalne oznaczenie): Neanthomys giaquintoi Toschi, 1948 (= Lophuromys flavo-punctatus O. Thomas, 1888).
- Kivumys: prowincja i jezioro Kiwu, Zair (obecnie Demokratyczna Republika Konga); μυς mus, μυος muos ‘mysz’[4]. Gatunek typowy (oryginalne oznaczenie): Lophuromys woosnami O. Thomas, 1906.

### Podział systematyczny
Do rodzaju należą następujące gatunki zgrupowane w dwóch podrodzajach:
| Podrodzaj  | Grafika | Gatunek                   | Autor i rok opisu                                                             | Nazwa zwyczajowa               | Podgatunki         | Rozmieszczenie geograficzne | Podstawowe wymiary                                 | Status IUCN |
| ---------- | ------- | ------------------------- | ----------------------------------------------------------------------------- | ------------------------------ | ------------------ | --- | -------------------------------------------------- | ----------- |
| Lophuromys |         | Lophuromys melanonyx      | Petter, 1972                                                                  | szczoteczniczka czarnopazurowa | gatunek monotypowy | endemit Etiopii (wyżyny Wielkich Rowów Afrykańskich); zakres wysokości: powyżej 3200 m n.p.m. | DC: 12–18 cm DO: 3–9,9 cm MC: 60–124 g             | VU          |
| Lophuromys |         | Lophuromys flavopunctatus | O. Thomas, 1888                                                               | szczoteczniczka żółtoplama     | gatunek monotypowy | endemit Etiopii (kilka miejsc na zachód od Wielkich Rowów Afrykańskich); zakres wysokości: 1900–3000 m n.p.m. | DC: 12,5–12,9 cm DO: 5,6–6,8 cm MC: około 69 g     | LC          |
| Lophuromys |         | Lophuromys menageshae     | Lavrenchenko, W.N. Verheyen, E. Verheyen, Hulselmans & Leirs, 2007            | szczoteczniczka czarnawa       | gatunek monotypowy | endemit Etiopii (górskie lasy na zachód od Wielkich Rowów Afrykańskich); zakres wysokości: 2100–2600 m n.p.m. | DC: 12,9–14,3 cm DO: 6–7,5 cm MC: 72–77 g          | DD          |
| Lophuromys |         | Lophuromys brevicaudus    | Osgood, 1936                                                                  | szczoteczniczka krótkoogonowa  | gatunek monotypowy | endemit Etiopii (wysokie płaskowyże na zachód i wschód od Wielkich Rowów Afrykańskich); zakres wysokości: powyżej 2400 m n.p.m.                                                                                         | DC: 9,6–13,4 cm DO: 5–6,6 cm MC: 29–60 g           | NT          |
| Lophuromys |         | Lophuromys pseudosikapusi | Lavrenchenko, W.N. Verheyen, E.K. Verheyen, Hulselmans & Leirs, 2007          | szczoteczniczka białopazurowa  | gatunek monotypowy | endemit Etiopii (las Sheka); zakres wysokości: około 1930 m n.p.m. | DC: 13–13,8 cm DO: 7,8–8,6 cm MC: 53–67 g          | EN          |
| Lophuromys |         | Lophuromys simensis       | Osgood, 1936                                                                  |                                | gatunek monotypowy | endemit Etiopii (góry Semien i obszar jeziora Tana na zachód od Wielkich Rowów Afrykańskich); zakres wysokości: 1600–3800 m n.p.m.                                                                                      | DC: 11,4–14,5 cm DO: 5,8–8,5 cm MC: 37–74 g        | LC          |
| Lophuromys |         | Lophuromys brunneus       | O. Thomas, 1906                                                               | szczoteczniczka brunatna       | gatunek monotypowy | endemit Etiopii (górskie lasy na zachód od Wielkich Rowów Afrykańskich); zakres wysokości: powyżej 1800 m n.p.m. | DC: 10,1–13,8 cm DO: 5,5–8,4 cm MC: 38–76 g        | NE          |
| Lophuromys |         | Lophuromys huttereri      | W.N. Verheyen, Colyn & Hulselmans, 1996                                       | szczoteczniczka równikowa      | gatunek monotypowy | endemit Demokratycznej Republiki Konga (kilka miejsc w Kotlinie Konga na lewym brzegu rzeki Kongo; granice zasięgu niepewne)                                                                                            | DC: 9,4–11,4 cm DO: 5,9–6,1 cm MC: brak danych     | LC          |
| Lophuromys |         | Lophuromys nudicaudus     | E. Heller, 1911                                                               | szczoteczniczka ognistobrzucha | 2 podgatunki       | od rzeki Cross (Nigeria) na wschód do rzeki Ubangui (Republika Środkowoafrykańska), na południe do południowo-zachodniego Konga, wyspa Bioko (Gwinea Równikowa); zapisy na prawym brzegu rzeki Kongo                    | DC: 8,9–11,9 cm DO: 4,7–7,4 cm MC: 29–52 g         | LC          |
| Lophuromys |         | Lophuromys roseveari      | W.N. Verheyen, Hulselmans, Colyn & Hutterer, 1997                             | szczoteczniczka górska         | gatunek monotypowy | endemit Kamerunu (góra Kamerun); zakres wysokości: 1200–3100 m n.p.m. | DC: 10,4–14,1 cm DO: 5–7,8 cm MC: 49–88 g          | LC          |
| Lophuromys |         | Lophuromys angolensis     | W.N. Verheyen, Dierckx & Hulselmans, 2000                                     | szczoteczniczka angolańska     | gatunek monotypowy | południowo-zachodnia Demokratyczna Republika Konga (na wschód od rzeki Kongo) i północno-zachodnia Angola; zakres wysokości: około 2600 m n.p.m.                                                                        | DC: 11,5–15,4 cm DO: 5,1–8,8 cm MC: 43–71 g        | NE          |
| Lophuromys |         | Lophuromys sikapusi       | (Temminck, 1853)                                                              | szczoteczniczka rudobrzucha    | gatunek monotypowy | od Gwinei i Senegalu na wschód do Nigerii i Kamerunu, na północ od rzeki Sanaga; zakres wysokości: około 1700 m n.p.m.                                                                                                  | DC: 11–14,5 cm DO: 5,8–7,5 cm MC: 34–87 g          | LC          |
| Lophuromys |         | Lophuromys ansorgei       | de Winton, 1896                                                               | szczoteczniczka czekoladowa    | gatunek monotypowy | południowy Kamerun, na południe od rzeki Sanaga, na wschód przez Kotlinę Konga do Ugandy i Kenii | DC: 10–16,5 cm DO: 4,9–9,1 cm MC: 45–111 g         | NE          |
| Lophuromys |         | Lophuromys rahmi          | W.N. Verheyen, 1964                                                           | szczoteczniczka nadpotokowa    | gatunek monotypowy | Wielki Rów Zachodni wokół jeziora Kiwu (wschodnia Demokratyczna Republika Konga i Rwanda); zakres wysokości: 1900–2500 m n.p.m.                                                                                         | DC: 9,5–11,6 cm DO: 4,8–5,6 cm MC: 30–45 g         | NT          |
| Lophuromys |         | Lophuromys dieterleni     | W.N. Verheyen, Hulselmans, Colyn & Hutterer, 1997                             | szczoteczniczka popielata      | gatunek monotypowy | endemit Kamerunu (góra Oku); zakres wysokości: powyżej 2000 m n.p.m. | DC: 11,3–12,8 cm DO: 7,4–7,7 cm MC: 49–62 g        | EN          |
| Lophuromys |         | Lophuromys eisentrauti    | Dieterlen, 1978                                                               | szczoteczniczka lefońska       | gatunek monotypowy | endemit Kamerunu (znany tylko z miejsca typowego na górze Lefo na płaskowyżu Bamileke); zakres wysokości: 1800–1900 m n.p.m.                                                                                            | DC: 8,8–9,4 cm DO: 5,1–5,3 cm MC: brak danych      | CR          |
| Lophuromys |         | Lophuromys aquilus        | (F.W. True, 1892)                                                             | szczoteczniczka ciemna         | gatunek monotypowy | endemit Tanzanii (góra Kilimandżaro); zakres wysokości: 1700–3600 m n.p.m. | DC: 11,7–14,5 cm DO: 6,6–8,4 cm MC: 36–80 g        | NE          |
| Lophuromys |         | Lophuromys zena           | Dollman, 1909}                                                                | szczoteczniczka kenijska       | gatunek monotypowy | endemit Kenii (Góry Aberdare i góra Kenia) | DC: 10–8 13,9 cm DO: 4,2–8,8 cm MC: 34–70 g        | NE          |
| Lophuromys |         | Lophuromys chrysopus      | Osgood, 1936                                                                  | szczoteczniczka złotonoga      | gatunek monotypowy | endemit Etiopii (górskie lasy po obu stronach Wielkich Rowów Afrykańskich); zakres wysokości: 1200–2760 m n.p.m. | DC: 10–13 cm DO: 7,2–8,7 cm MC: 32–59 g            | LC          |
| Lophuromys |         | Lophuromys stanleyi       | W.N. Verheyen, Hulselmans, Dierckx, Mulungu, Leirs, Corti & E. Verheyen, 2007 | szczoteczniczka ruwenzorska    | gatunek monotypowy | góry Ruwenzori (wschodnia Demokratyczna Republika Konga i południowo-zachodnia Uganda); zakres wysokości: około 3700 m n.p.m.                                                                                           | DC: 11,3–12,6 cm DO: 4–8 cm MC: 36–55 g            | DD          |
| Lophuromys |         | Lophuromys verhageni      | W.N. Verheyen, Hulselmans, Dierckx & E. Verheyen, 2002                        | szczoteczniczka meruańska      | gatunek monotypowy | endemit Tanzanii (góra Meni); zakres wysokości: 2300–3600 m n.p.m. | DC: 11,2–14 cm DO: 4,3–6,1 cm MC: 40–64 g          | NE          |
| Lophuromys |         | Lophuromys sabuni         | W.N. Verheyen, Hulselmans, Dierckx, Mulungu, Leirs, Corti & E. Verheyen, 2007 | szczoteczniczka wyżynna        | gatunek monotypowy | endemit Tanzanii (płaskowyż Ufipa); zakres wysokości: około 1750 m n.p.m. | DC: 11,2–14,5 cm DO: 3–8 cm MC: 38–87 g            | DD          |
| Lophuromys |         | Lophuromys chercherensis  | Lavrenchenko, W.N. Verheyen, E. Verheyen, Hulselmans & Leirs, 2007            | szczoteczniczka etiopska       | gatunek monotypowy | endemit Etiopii (góry Chercher po wschodniej stronie Wielkich Rowów Afrykańskich); zakres wysokości: 2000–2700 m n.p.m.                                                                                                 | DC: 11,4–14,5 cm DO: 6–6,5 cm MC: 36–78 g          | EN          |
| Lophuromys |         | Lophuromys margarettae    | E. Heller, 1912                                                               |                                | gatunek monotypowy | wyżyny w zachodniej Ugandzie i Kenii; zakres wysokości: powyżej 2000 m n.p.m. | DC: około 12 cm DO: około 8 cm MC: brak danych     | NE          |
| Lophuromys |         | Lophuromys machangui      | W.N. Verheyen, Hulselmans, Dierckx, Mulungu, Leirs, Corti & E. Verheyen, 2007 | szczoteczniczka graniowa       | gatunek monotypowy | południowa Tanzania, północne Malawi i północny Mozambik; zakres wysokości: 2000–2900 m n.p.m. | DC: 10,5–13,5 cm DO: 2,4–8,1 cm MC: 38–84 g        | DD          |
| Lophuromys |         | Lophuromys kilonzoi       | W.N. Verheyen, Hulselmans, Dierckx, Mulungu, Leirs, Corti & E. Verheyen, 2007 | szczoteczniczka leśna          | gatunek monotypowy | endemit Tanzanii (góry Usambara i Uluguru) | DC: 11,5–13,9 cm DO: 5–9,4 cm MC: 40–74 g          | LC          |
| Lophuromys |         | Lophuromys laticeps       | O. Thomas & Wroughton, 1907                                                   | szczoteczniczka płaskogłowa    | gatunek monotypowy | Wielki Rów Zachodni we wschodniej Demokratycznej Republice Konga, południowo-zachodniej Ugandzie, Rwandzie i Burundi; zakres wysokości: 2400–4000 m n.p.m.                                                              | DC: 9,9–13,6 cm DO: 5,4–7,6 cm MC: 43–76 g         | NE          |
| Lophuromys |         | Lophuromys cinereus       | Dieterlen & Gelmroth, 1974                                                    |                                | gatunek monotypowy | endemit Demokratycznej Republiki Konga (znany tylko z Parku Narodowego Kahuzi-Biéga); zakres wysokości: 2275–2350 m n.p.m.                                                                                              | DC: 11–12,9 cm DO: 6,5–7,4 cm MC: 45–56 g          | DD          |
| Lophuromys |         | Lophuromys rita           | Dollman, 1910                                                                 |                                | gatunek monotypowy | lewy brzeg rzeki Kongo (Demokratyczna Republika Konga i północno-zachodnia Zambia); zakres wysokości: około 1200 m n.p.m.                                                                                               | DC: około 10,7 cm DO: około 6,8 cm MC: brak danych | NE          |
| Lophuromys |         | Lophuromys makundii       | W.N. Verheyen, Hulselmans, Dierckx, Mulungu, Leirs, Corti & E. Verheyen, 2007 | szczoteczniczka skryta         | gatunek monotypowy | endemit Tanzanii (góra Hanang); zakres wysokości: powyżej 2000 m n.p.m. | DC: 11,8–13,4 cm DO: 5,9–8,5 cm MC: 33–58 g        | DD          |
| Lophuromys |         | Lophuromys dudui          | W.N. Verheyen, Hulselmans, Dierckx & E. Verheyen, 2002                        | szczoteczniczka kongijska      | gatunek monotypowy | endemit Demokratycznej Republiki Konga (głównie nizinne lasy wtórne na północ od rzeki Kongo); zakres wysokości: poniżej 1000 m n.p.m.                                                                                  | DC: 8,9–12,4 cm DO: 5,1–7,2 cm MC: brak danych     | NE          |
| Kivumys    |         | Lophuromys luteogaster    | Hatt, 1934                                                                    | szczoteczniczka żółtobrzucha   | gatunek monotypowy | endemit Demokratycznej Republiki Konga (nizinne lasy deszczowe na północnym wschodzie; granice zasięgu nieznane); zakres wysokości: 700–1100 m n.p.m.                                                                   | DC: 9–11,3 cm DO: 9–11,7 cm MC: 28–41 g            | LC          |
| Kivumys    |         | Lophuromys medicaudatus   | Dieterlen, 1975                                                               | szczoteczniczka ryftowa        | gatunek monotypowy | Wielki Rów Zachodni wokół jeziora Kiwu we wschodniej Demokratycznej Republice Konga i Rwandzie oraz południowo-zachodnia Uganda (Bwindi); zakres wysokości: 1850–2500 m n.p.m.                                          | DC: 9,2–11,2 cm DO: 7,3–9,5 cm MC: 29–43 g         | VU          |
| Kivumys    |         | Lophuromys woosnami       | O. Thomas, 1906                                                               | szczoteczniczka stokowa        | 2 podgatunki       | góry Ruwenzori, Kigesi i Wirunga oraz lasy Nyungwe i Kibira (wschodnia Demokratyczna Republika Konga, południowo-zachodnia Uganda, zachodnia Rwanda i północno-zachodnie Burundi); zakres wysokości: 1800–3880 m n.p.m. | DC: 10,6–13,5 cm DO: 10,4–13,3 cm MC: 38–64 g      | LC          |

Kategorie IUCN:  LC  – gatunek najmniejszej troski,  NT  – gatunek bliski zagrożenia,  VU  – gatunek narażony,  EN  – gatunek zagrożony,  CR  – gatunek krytycznie zagrożony,  DD  – gatunki o nieokreślonym stopniu zagrożenia;  NE  – gatunki niepoddane jeszcze ocenie.